# Cruzada de Mahdía (1087)
La cruzada de Mahdía de 1087 fue una expedición militar de las repúblicas marítimas italianas de Génova, Pisa y Amalfi, apoyada por el Papado, contra el puerto de Mahdía, en la costa oriental tunecina, capital de los ziríes, un importante centro de piratería y comercio.
La incursión fue provocada por las constantes incursiones de los mahditas en aguas italianas, promovida por el sultán Tamim ibn Muizz, que intentaba restablecer el poderío de su declinante dinastía, así como su apoyo a los musulmanes de Sicilia, por entonces en plena conquista normanda. En el ataque tomaron parte barcos de Pisa y Génova, que formaban el grueso de la flota, así como de Amalfi y Roma. Fue dirigido por Hugo de Pisa y apoyado por el Papa y la poderosa condesa Matilda de Toscana, uno de sus aliados clave. 
Primero se dirigieron contra la isla de Pantelaria, fortificación clave de los ziríes entre la isla de Sicilia y África, la cual lograron tomar.
A continuación la expedición se dirigió a Mahdía, ciudad formada por una ciudad vieja situada en una península y un suburbio en tierra firme, Zawilla, que decidieron atacar primero. Los cruzados lograron desembarcar a pesar de la fuerte oposición, pues el sultán estaba ocupado combatiendo a los bereberes en el interior de su reino. Las débiles fortificaciones de Zawilla no lograron contener a los asaltantes que saquearon la ciudad y masacraron a sus defensores. El contraataque de la guarnición de Mahdía provocó la muerte de Hugo de Pisa, lo que enardeció los ánimos de los asaltantes.
La ciudad estaba excepcionalmente bien fortificada, pero los cruzados habían traído consigo abundante material de asedio, y procedieron a un asalto masivo, entrando en la ciudad y provocando una matanza indiscriminada. La inexpugnable ciudadela real presentó una última resistencia, y no llegó a ser tomada.
El sultán Tamim ibn Muizz se avino a pagar un fuerte rescate a cambio de recuperar su capital y poner fin a la incursión. Los cruzados se avinieron ante la imposibilidad de conservar Mahdía y la falta de apoyos, en especial del conde Roger I de Sicilia, que se negó a aceptar el dominio de la ciudad. Los cruzados se retiraron cargados de riqueza, y parte del dinero fue empleado en la construcción y embellecimiento de la nueva catedral de Pisa.
El historiador Carl Erdmann consideró la incursión en Mahdía un precursor directo de la Primera Cruzada ("ganz als Kreuzzug ausgeführt") a la que se adelantó ocho años: tuvo lugar bajo los auspicios de la Cátedra de San Pedro, y el papa Víctor III concedió indulgencias a sus participantes.
La principal fuente sobre la campaña de Mahdía es el Carmen in victoriam Pisanorum, escrito por un religioso pisano pocos meses después de los hechos.